# Michrów
Michrów – wieś sołecka w Polsce położona w województwie mazowieckim, w powiecie grójeckim, w gminie Pniewy.
W latach 1954–1959 wieś należała i była siedzibą władz gromady Michrów, po jej zniesieniu w gromadzie Tarczyn. W latach 1975–1998 miejscowość administracyjnie należała do województwa radomskiego.
Znajduje się tutaj dwór z połowy XIX wieku. W granicach administracyjnych Michrowa pobudowany jest także zakład produkcyjny koncernu PepsiCo.